# Sandra Forgues
Sandra Forgues (Tarbes, 22 december 1969), voorheen bekend als Wilfrid Forgues, is een Frans kanovaarder gespecialiseerd in slalom.
In 2018 gaf Forgues aan dat hij een geslachtsverandering naar vrouw heeft ondergaan en voortaan door het leven gaat als Sandra.
Forgues vormde samen met Franck Adisson een duo op de C-2 slalom. Samen wonnen ze in 1991 zowel de wereldtitel in de C-2 als met C-2 team. Forgues won tijdens de Olympische Zomerspelen 1992 de bronzen medaille in de C-2 slalom.
Vier jaar later tijdens de Olympische Zomerspelen 1996 won Forgues de gouden medaille in de C-2 slalom.
Forgues behaalde in het Braziliaanse Foz do Iguaçu in 1997 zowel de wereldtitel in de C-2 als met het team.
Tijdens Forgues' derde olympische optreden in Sydney eindigde hij als zevende.

## Resultaten

### Olympische Zomerspelen
| Editie | Plaats    | Resultaten    |
| ------ | --------- | ------------- |
| 1992   | Barcelona | C-2 Slalom    |
| 1996   | Atlanta   | C-2 Slalom    |
| 2000   | Sydney    | 7e C-2 Slalom |

### Wereldkampioenschappen kanoslalom
| Jaar | Plaats            | Resultaten                      |
| ---- | ----------------- | ------------------------------- |
| 1989 | Savage River      | 14e C-2 Slalom                  |
| 1991 | Ljubljana         | C-2 Slalom · C-2 Slalom team    |
| 1993 | Mezzana Rabattone | C-2 Slalom · C-2 Slalom team    |
| 1995 | Nottingham        | C-2 Slalom · C-2 Slalom team    |
| 1997 | Foz do Iguaçu     | C-2 Slalom · C-2 Slalom team    |
| 1999 | La Seu d'Urgell   | 6e C-2 Slalom · C-2 Slalom team |

1972: Rolf-Dieter Amend & Walter Hofmann ·
1992: Joe Jacobi & Scott Strausbaugh ·
1996: Franck Adisson & Wilfrid Forgues ·
2000: Pavol Hochschorner & Peter Hochschorner ·
2004: Pavol Hochschorner & Peter Hochschorner ·
2008: Pavol Hochschorner & Peter Hochschorner ·
2012: Tim Baillie & Etienne Stott ·
2016: Ladislav Škantár & Peter Škantár
- Système universitaire de documentation: 230292941
- Virtual International Authority File: 657155284800587060643